# Jon Ashton (Fußballspieler, 1979)
Jonathan Frank „Jon“ Ashton (* 4. August 1979 in Plymouth) ist ein ehemaliger englischer Fußballspieler.

## Karriere
Jonathan „Jon“ Ashton gehörte Mitte der 1990er als Trainee („Auszubildender“) im Rahmen eines Youth Training Scheme dem Nachwuchsbereich von Plymouth Argyle an, ehe er im Juli 1997 seinen ersten Profivertrag erhielt. In seinem ersten Profijahr kam er lediglich im August 1997 zu einem siebenminütigen Pflichtspieleinsatz im League Cup gegen Oxford United für die erste Mannschaft von Plymouth, zumeist spielte er als Innenverteidiger in der Reservemannschaft. Ab Dezember 1999 etablierte sich Ashton als rechter Außenverteidiger und überzeugte mit seiner Schnelligkeit und Entschlossenheit im Zweikampf. Über die nächsten Monate kam er zu 26 Einsätzen in der Viertligasaison 1998/99 sowie sechs Einsätzen in verschiedenen Pokalwettbewerben. Einen ungewöhnlichen Auftritt hatte er im März 1999 bei Chester City, nachdem Stammtorhüter Jon Sheffield nach 30 Minuten mit einer Gehirnerschütterung ausgewechselt werden musste. Da sich kein nomineller Torhüter auf der Ersatzbank befand, fiel die Wahl auf Ashton, der auf der Torhüterposition in den folgenden 60 Spielminuten drei Gegentore hinnehmen musste, als sein Team mit 2:3 verlor. Seine Zweikampfhärte mussten dabei nicht nur Spieler gegnerischer Teams erleben, in einem launig geführten Interview aus dem Jahr 2010 bezeichnete sein früherer Mitspieler Chris Hargreaves Ashton als „härtesten Gegenspieler“, da dieser im Training so „ungelenk“ gewesen sei, dass er regelmäßig Spieler unbeabsichtigt per Fluggrätsche abräumte.
Von Trainer Kevin Hodges erhielt er für die Spielzeit 1999/2000 einen neuen Vertrag, konnte aber nicht an seine Leistungen an der Vorsaison anknüpfen und verlor – auch verletzungsbedingt – früh in der Saison seinen Stammplatz. Nach insgesamt nur elf Pflichtspieleinsätzen im Saisonverlauf wurde sein Vertrag vereinsseitig nicht über das Saisonende hinaus verlängert. Einen neuen Arbeitgeber fand Ashton mit dem Lokalrivalen und Viertligakonkurrenten Exeter City. Bei Exeter kam er nur in den ersten beiden Monaten regelmäßig zum Einsatz, bevor er wegen Verletzungsproblemen und einhergehendem Formverlust zumeist nur noch im Reserveteam auflief und am Saisonende kein neues Vertragsangebot erhielt.
Zur Saison 2001/02 unterschrieb er einen Zweijahresvertrag beim Fünftligisten FC Hayes, dort stach er mit seiner robusten Spielweise heraus, die ihm aber auch zahlreiche gelbe Karten einbrachte. Nach 22 Pflichtspieleinsätzen, davon 19 in der Liga, wurde sein Vertrag bereits im März 2002 wieder aufgelöst. In den folgenden Jahren spielte er im Non-League football für Dulwich Hamlet, Bodmin Town, Bridgwater Town und die Paulton Rovers, ehe ihn 26-jährig eine Achillessehnenverletzung zur Beendigung seiner Laufbahn zwang. Beruflich war er bereits seit 2003 im Finanzsektor tätig.